# Mola di Bari
Mola di Bari är en ort och kommun i storstadsregionen Bari, innan 2015 provinsen Bari, i regionen Apulien i Italien. Kommunen hade 25 393 invånare (2017).